# Cantone di Barcelonnette
Il Cantone di Barcelonnette è una divisione amministrativa dell'arrondissement di Barcelonnette.
A seguito della riforma approvata con decreto del 20 febbraio 2014, che ha avuto attuazione dopo le elezioni dipartimentali del 2015, è passato da 11 a 16 comuni. Dal 1º gennaio 2016 per effetto della fusione di due comuni il numero è passato a 15.

## Composizione
Gli 11 comuni prima della riforma erano:
- Barcelonnette
- La Condamine-Châtelard
- Enchastrayes
- Faucon-de-Barcelonnette
- Jausiers
- Larche
- Meyronnes
- Les Thuiles
- Uvernet-Fours
- Saint-Paul-sur-Ubaye
- Saint-Pons

Dopo la riforma i comuni sono passati a 16, ridottisi poi a 15 dal 1º gennaio 2016 per la fusione dei comuni di Meyronnes e Larche a formare il nuovo comune di Val-d'Oronaye. :
- Barcelonnette
- La Bréole
- Le Lauzet-Ubaye
- La Condamine-Châtelard
- Enchastrayes
- Faucon-de-Barcelonnette
- Jausiers
- Les Thuiles
- Méolans-Revel
- Pontis
- Saint-Paul-sur-Ubaye
- Saint-Pons
- Saint-Vincent-les-Forts
- Uvernet-Fours
- Val-d'Oronaye